# Blindside (album)
Blindside è il primo eponimo album in studio del gruppo hardcore punk svedese Blindside, pubblicato nel 1997.

## Tracce
Edizione statunitense
1. Invert – 3:06
2. Born – 3:28
3. Empty Box – 4:05
4. Superman – 2:43
5. Nerve – 2:45
6. This Shoulder – 3:15
7. Replay – 2:46
8. One Mind – 4:12
9. Liberty – 3:13
10. Daughter – 2:24
11. Teddy Bear – 4:27
12. Never – 4:26

Edizione europea
1. Daughter - 2:25
2. Liberty - 3:15
3. Nerve - 2:48
4. Superman - 2:48
5. Invert - 3:09
6. This Shoulder - 3:17
7. One Mind - 4:19
8. Sidewinder - 4:25
9. Never + Lova Herren - 6:17

## Formazione
- Christian Lindskog - voce
- Simon Grenehed - chitarra
- Tomas Näslund - basso
- Marcus Dahlström - batteria